# Lara Croft Tomb Raider: Legend
Lara Croft Tomb Raider: Legend er det syvende computerspil i Eidos Interactives Tomb Raider-serien. Det er udviklet af Crystal Dynamics, og efterfølger Core Designs Tomb Raider: The Angel of Darkness. Crystal Dynamics har med Tomb Raider: Legend genskabt Lara Crofts baggrundshistorie, personlighedstræk og fysiske fremtoning, i hvad der er blevet seriens anden kontinuitet. Tomb Raider: Legend blev udgivet den 7. april 2006 i Europa og 11. april i USA til PlayStation 2, PC, Xbox og Xbox 360. Den 20. juni kom det til PlayStation Portable og 15. november til Nintendo-produkterne Nintendo GameCube, Game Boy Advance og Nintendo DS. Spillet solgte over 2,6 millioner eksemplarer de første fem uger.

## Gameplay
Alle spil i serien anvender platform-, adventure- og actiongenrerne. Actionelementets indflydelse varierer fra kun enkelte modstandere til relativt store grupperinger af modstandere. Fjenderne er primært tropper, men også dyr og et overnaturligt væsen (den såkaldte "ukendt entitet") er forekommende. Crystal Dynamics har også implementeret interaktive cutscenes, hvor spillerens reaktionsevne testes i løbet af en scene. Er spilleren for langsom til at taste på den – på skærmen viste – tast, dør Lara (i spillet kaldes det "unfortunate mishap", hvis spilleren fejler en af disse cutscenes). Tomb Raider: Legend er det første spil i serien der benytter "grapple": Et reb der kan monteres på markerede objekter, og bruges til at passere dybe faldgruber og til at trække objekter (typisk kasser) rundt. Lara er i stand til at løbe, gå, hoppe, svømme, dykke, kravle og klatre, foruden tilføjelsen af en serie gymnastiske bevægelser, der er nødvendige til at klare en særlig karakter af udfordringer, som at bestige stejlse bjergsider, høje bygninger, o.l. Ved at gennemføre time trial og finde af skjulte artefakter kan spilleren åbne for bonusmateriale, der f.eks. inkluderer koncepttegninger, 3d-fremvisning af objekter fra spillet, valgfrie påklædninger og biografier.
Et gemt spil henviser til det seneste checkpoint Lara har passeret. Checkpoints er placeret før og efter størstedelen af opgaverne, og Lara returnerer automatisk til det seneste, når hun dør. Den karakteristiske roterende inventarliste er afskaffet, dels fordi Lara kun benytter enten pistoler eller et udvalgt sekundært våben, og dels fordi Tomb Raider: Legend i langt mindre grad drejer sig om anskaffelse nøgler, der skal bringes til en lås, for avancement.
Lara har, under spillet, næsten hele tiden kontakt via headset til Zip og Alister, der primært befinder sig i Croft Manor. Zip har stor teknisk indsigt, mens Alister besidder viden om arkæologi og historie. Undervejs fungerer de som komisk indslag, og supplerer med hints til løsning af mindre gåder. I Croft Manor, træningsbanen, skal spilleren løse en række opgaver for at afsløre husets hemmeligheder og skjulte objekter. Spilleren kan besøge Laras soveværelse, bibliotek, swimmingpool, træningscenter, mm. Husets centrale hal er designet til næsten at stemme overens med filmens kulisse til samme lokalitet.

## Historie
Da Lara Croft er 9 år, styrter hun og hendes mor, Amelia Croft, ned i Himalaya, Nepal, og finder ly i et gammelt tempel. Unge Lara får uhensigtsmæssigt aktiveret en portal, og kan kun passivt se sin mor forsvinde ind i den. Lara forlader stedet, og efterlader en pink tegnebog, med instruktioner til åbning af portalen.
Mange år senere assisterer Zip og Alister hende på en rejse til den antikke Tiwanaku-civilisation i Bolivia; En rejse der har udgangspunkt i et tip fra Anaya Imanu – en medstuderende fra Laras tid på universitetet. I søgen efter en sten, identisk med den hun fandt i Nepal som niårig, konfronterers hun for første gang med James Rutland og hans håndlangere, ved kanten til Lake Titicaca. Rutland postulerer at Amanda Evert, der formodes død, er i live, umiddelbart før han sender sine håndlangere efter Lara. Efter kampen erfarer hun, at stenen i det bolivianske tempel er magen til stenen i Nepal, og at et forsvundet sværd skal placeres deri for at aktivere portalen. I desperation efter at kende sin mors skæbne, sætter Lara sig for at finde sværdet.
I Peru møder Lara Anaya, og sammen finder de den grav i Paraíso, hvor en tragedie ramte dem, flere år før indeværende begivenheder. Mens Lara og hendes kollegaer var studerende, foretog de en udgravning i Paraíso. Men en ukendt entitet blev sluppet fri i graven, som dræbte alle i teamet, undtaget Amanda og Lara. Amanda syntes at have destrueret den fremmede entitet, i en handling der udløste et sammenstyrt og oversvømmelse af gravkammeret. Men netop på grund af kollapset, blev Lara tvunget til at efterlade Amanda i druknedøden. I nutiden erkender hun, at Amanda overlevede og slap ud, og lærer desuden at Tiwanakus dronnings grav har en forbindelse til Bolivia, templet i Nepal og måske endda Kong Arthurs legende. Senere, tilegner hun sig viden om et sværdfragtment, der formodes at have tilhørt Excalibur. Fragmentet er i hænderne på den japanske Shogo Takamoto, der angiveligt stjal det fra Waseda University. Laras rejse fortsætter derfor til Japan, hvor hun håber på en forhandling med Takamoto. Hendes ven, Nishimura, arrangerer en fest hvor forhandlingerne skal stedfinde, men Takamoto spolerer foretagendet, på grund af en tidligere konfrontation mellem de to parter, og flygter. Lara finder via tagtoppe i Tokyo, vej til Shogos penthouse, og får kræften af hans sværdfragtment at se, før hun dræber ham, og tager det med sig.
Lara fortsætter til Ghana, hvor det vides at Rutland er i besiddelse af endnu et fragtment. Hun finder et tempel bag et vandfald, og opdager at hendes far har haft besøgt selvsamme sted. Lara finder Rutland, og han fortæller om den mystiske Ghalali-nøgle, som han tilmed påstår er i hendes besiddelse. Han frustreres eventuelt over Laras uvidenhed om nøglen og angriber hende. Lara besejrer sin Rutland, og medbringer det nye fragment med sig. Men hun når knapt væk derfra, før hun hører at Amanda er brudt ind i Croft Manor, efter Ghalali-nøglen.
Næste mission finder sted i Kasakhstan, hvor Rutlands mænd myrder de lokale soldater, for at tage kontrollen over stedet. Efter en motorcykeljagt ender både Lara og hendes direkte modstandere på en sovjetisk forskningsstation, hvor eksperimenter på det tredje sværdfragtment medførte nedlukning, for godt 50 år siden. Lara indhenter Amanda, der er sur over at være blevet efterladt i Paraíso, og Lara ser at Amanda har tæmmet den ukendte entitet. Lara holder væsenet på afstand længe nok til at skaffe det tredje fragtment, og undslipper, ligesom Amanda, fra det kollapsende laboratorie.
Efter studiet af et kort, fundet på bagsiden af et skjold i det sovjetiske kompleks, fortsætter rejsen til Laras hjemland, England. Hun opdager den sande Kong Arthurs grav i Cornwall, gemt under en turistattraktion poserende med samme tema. Hun finder ud af at Kong Arthur og hans riddere bragte Excaliburs fire brudne fragtmenter til fjerne steder på jorden, hvor de hver især har haft indflydelse på deres respektive civilisationer. Det bekræftes også at Camelot-myten passer. Uden for graven har et søuhyre, der menes at være anbragt til at beskutte Arthurs gravkammer, blokeret udgangen og må nedkæmpes, før Lara kan fortsætte jagten på den omstridte Ghalali-nøgle, der afsløres at være et smykke Amelia Croft bar, på tiden hvor de styrtede i Himalaya.
Lara opsporer flyvraget i Nepal og får fat i Ghalali-nøglen, før flyet vælter over klippesiden. Hun vender tilbage til templet hvor Amelia forsvandt, forener de fire Excaliburfragtmenter og Ghalali-nøglen, og returnerer til Bolivia, for at aktivere portalen. Men ikke overraskende for hende venter Amanda, Rutland og deres håndlangere ved det bolivianske tempel. Lara skærer sig vej gennem Rutlands folk, inkl. Rutland selv, og i sorg over hvad hun har gjort, tilbyder hun Amanda at de sammen benytter sværdets kraft. Men Amanda afviser vredt, og lader sig sammensmelte med den ukendte entitet, som Lara efterfølgende må destruere med Excalibur. Med hjælp fra sin pinke barndomsbog genåbner hun portalen, og oplever hvad der skete med sin mor i et spejlende lys. Lyset er en krydsreference mellem datiden og nutiden; Laras mor, der ikke genkender den voskne udgave af sin datter, beder hende ikke gøre "Lara" noget ondt. Amanda vågner og råber Lara skal trække sværdet ud af stenen. Amelia hører Amandas ord, og trækker selv sværdet ud, som hun gjorde for mange år siden, medførende at stenen eksploderer. Lara indser, at Amanda var indirekte skyld i Amelias forsvinden, og affyrer frustreret skud ved siden af Amandas ansigt, for at få svar på hvor hun befinder sig. Amanda forklarer, at Amelia lever i Avalon, hvor Amanda selv ønskede at komme til. Med svar på sin mors skæbne slår Lara Amanda bevidstløs, og forlader templet.

## Steder
Spillet består af otte baner, der udspiller sig på syv forskellige steder, samt en træningsbane. Træningsbanen er i overensstemmelse med resten af serien Lara palæ, Croft Manor.
- Tiwanaku, Bolivia – Lara ankommer til ruinerne af en præinka-civilisation på basis af et tip fra sin universitetsven Anaya Imanu. Her møder hun for første gang James Rutland, og hører rygtet om at Amanda Evert er i live, trods en mangeårig tro på det modsatte.

- Paraíso, Peru – Lara møder Anaya på byens torv, og finder straks efter sig selv i farezone fra Rutlands håndlangere. Efter angrebet kører Lara til en gammel ruin, hvor en ukendt entitet, mange år før, dræbte flere af hendes venner. Målet er at af- eller bekræfte rygtet om Amanda, ved at opspore liget i det kammeret hvor hun formodes druknet.

- Tokyo, Japan – En Yakuza-boss har stjålet et af sværdets fragmenter fra Waseda University. For at bringe den i sin besiddelse får Lara hjælp af en gammel ven, hvis fest er udgangspunktet for at hun via tagtoppene kommer til bossens penthouse.

- Ghana, Afrika – James Rutland er i Ghana med endnu en del af sværdet. Lara opdager et antikt tempel gemt bag et vandfald, og krydser blandt andet passager, der tidligere har været besøgt af Laras far, Richard.

- Kasakhstan – Jagten genoptages på et nedlagt KGB-facilitet i Kasakhstan, der blev nedlagt for mere end 50 år siden, i kølvandet på en fatalulykke udløst af eksperimenter på det tredje sværdfragment.≠

- Cornwall, England – I sit hjemland, finder Lara vej dybt ind i en gammel Kong Arthur-attraktion, i Cornwall. Stedet afsløres hurtigt at være forfalsket, og dække over den autentiske Athur-grav.

- Himalaya, Nepal – Den manglende del, der kan genskabe Excalibur, ligger efterladt i et flyvrag i Himalyabjergene. Croft finder flyet, og besøger bagefter et forfaldent buddhistkloster.

- Bolivia Redux – Den sidste konfrontation mellem Lara og Amanda, hvor sandheden om Amilia Croft afsløres.

- Croft Manor, England – Croft Manor indeholder et antal gåder, i form af skjulte passager, lyriske koder og gemte kontakter. Banen kan spilles på ethvert givent tidspunkt, men Bolivia skal gennemføres, før tre primære døre kan lukkes op.

## Fiktive personer
Lara Croft, Winston Smith og Zip vender tilbage i Tomb Raider: Legend, dog er nogle af deres karakteristika og baggrundshistorier revideret. De følgende personer er introduceret:
- Lady Amelia Croft – Laras mor, der forsvinder under mystiske omstændigheder i Himlaya, da Lara kun er ni år.
- Anaya Imanu – Civilingeniør, der arbejder i Sydamerika og ven fra Laras tid på universitetet. Hun var med Lara under tragedien i Paraíso.
- Amanda Evert – En gammel ven og arkæologkollega til Lara. Hendes formodede død blev overværet af Lara i Paraíso, men ved at tæmme kræfterne fra den "ukendte entitet," overlevede hun.
- Kent – En af Laras universitetsvenner, der også døde under episoden i Paraíso.
- James W. Rutland Jr. – Søn af en senator og graduerende fra West Point. Rutland voksede op i rige og luksuriøse omgivelser, og hans motiver er oftest selvcentriske.
- Alister Fletcher – En efterforsker af gamle civilisationer der, sammen med Zip, supplerer Lara med råd via et headset.
- Shogo Takamoto – En nådesløs Yakuza Kumicho og forhandler på det sorte marked. Let at genkende på sine mange tatoveringer.
- Toru Nishimura – En af Laras venner, der assisterer hendes mission mod Shogo i Tokyo.

Laras far, Richard Croft, er også en faktor i spillets historie, men har ikke en egentlig optræden.

### Stemmer
Følgende personer har lagt stemmer til figurene i spillet:
- Lara Croft — Keeley Hawes
- Zip — Alex Désert
- Alister Fletcher — Greg Ellis
- Anaya Imanu — Melissa Lloyd
- Amanda Evert — Kath Soucie
- Kent — Alastair Duncan
- James W. Rutland Jr. — Rino Romano
- Winston Smith — Alan Shearman
- Shogo Takamoto — Michael Hagiwara
- Toru Nishimura — Paul Nakauchi
- Lady Amelia Croft – Ève Karpf
- Unge Lara — Charlotte Asprey

Keeley Hawes har siden suppleret til også Tomb Raider: Anniversary, og flere af de medvirkende fra Legend, blandt andet Kath Soucie og Alex Désert, vil også lægge stemme til det kommende Tomb Raider: Underworld.

## Musik
| Data            | Info                |
| --------------- | ------------------- |
| Hovedkomponist  | Troels Brun Folmann |
| Hovedtema       | 02:20               |
| Musik i spillet | 88 spor/4 timer     |
| Gns. sporlængde | 02:35               |

Legend er den titel i serien der sammenlagt har mest musik. Det tog ni måneder at komponere 4½ times musik, dog er ikke alt materialet inkluderet i det endelige spil. Som resultat, er Legends musik under selve spillet (såkaldt "in-game") konstant kørende, og mere dominerende end i tidligere udgivelser.
Legend bruger også musikken på en anderledes måde, ved at skifte afhængigt af Laras handlinger. Musikken ligger primært i den alternative rockgenre, og gør brug af et elektronisk skabt orkester, der vha. ekko kommer til at lyde mere realistisk. Hovedtemaet starter med noder fra temaet til det originale spil, og de samme noder bruges adskillige gange under selve handlingen. I 2006 modtog Troels Folmann en BAFTA-pris i kategorien 'Best original Score' og en GANG award for 'Music of the Year'.

## Versioner
Efter det vellykkede Lego Star Wars: The Video Game på Nintendo GameCube, annoncerede Eidos at Tomb Raider: Legend ville udkomme til samme platform, og dermed markere Lara Crofts første optræden på en Nintendo-konsol. Legend var også det første spil i serien, der kunne fås til Xbox (og senere Xbox 360).

### Forskelle mellem versionerne
Den originale Xbox-version inkluderer ikke introduktionsvideoen med åbningstitlen. Ifølge Xboxic glemte manageren fra Xbox-teamet under spillets udvikling, at lægge videoen på, da den endelige disk blev sendt til kvalitetssikring hos Microsoft. Da fejlen blev opdaget, oplyste kvalitetsafdelingen at spillet skulle testes igen helt fra bunden, og på grund af manglende tid, valgte Eidos derfor at udgive Xbox-versionen uden introduktionsvideoen.
Spillere på PlayStation Portable har fået nogle eksklusive bonusser. Mens textures og polygoner blev markant nedsat i kvalitet, for at kunne køre på PS Portable, blev i stedet tilføjet nogle specielle gameplaymåder: De såkaldte Tomb Trials, tre multiplayerfunktioner og seks ekstra beklædninger, var ikke tilgængelige i nogen anden udgave af Tomb Raider: Legend. Tomb Trials sætter spilleren op mod en serie af fælder og akrobatiske udfordringer, der skal gennemføres før tiden udløber, baseret på lokaliteter i de regulære baner. I "Bolivia Redux"-banen er kasserne med "Natla Industries" ikke til stede, og man kan ikke destruere statuerne.
Nintendo GameCube-versionen har fået ekskluderet en række funktioner, mest sandsynligt af henhold til diskplads. En serie demoer og Unfortunate Mishaps-videoen er eksempler på ekskluderet materiale. Spillet kører på en mere flydende framerate end PlayStation 2-versionen, og henter også banedata hurtigere. På punkter er der dog noterbare fald i frameraten, eksempelvis under togjagten i Kasakhstan.
Versionerne til håndholdte Nintendo-konsoller er betydeligt forskellige fra de andre versioner. På trods af at følge den samme historie, og have alle de samme baner og nøglemomenter, er spillet en såkaldt "sidescroller" på Game Boy Advance. Banerne er separeret i mindre segmenter, muligvis pga. de tekniske begrænsninger, og er mere baseret i platformgenren end de andre versioner. Belønningerne er til stede, og åbner til blandt andet simple, små ekstraspil. Lara har kun tre beklædninger, navnlig den traditionelle Legend, Tokyo-kjolen og vintertøjet.
PC og Xbox 360-versionerne inkluderer "next generation effects," men PC'ens kan slås fra. Når det er slået fra, er det identisk med PlayStation 2 og GameCube-versionerne.
Den mobile version præsenterer en komprimeret version af historien, med kun tre baner (Tokyo, Ghana og England), og har et mere begrænset gameplay. Den indeholder tre typer gameplay: "Corridor combat," "room combat" og "platform exploration."

## Modtagelse
Douglass C. Perry fra IGN mente Eidos Interactive gjorde det rigtige ved at udskifte udvikleren Core Design med Crystal Dynamics, fordi Core med tiden har gjort serien til en joke i spilindustrien. Han gav Crystals arbejde 8 af 10. Miguel Lopez fra GameSpy gav 3½ af 5 mulige stjerner, og fastslog at "Lara Croft er tilbage i overraskene god form," men mente kampsystemet er skuffende. "Vicious Sid" fra gamepro.com gav på 5-skalaen 3,5 til grafikken, 4,5 til lyd og kontrol, samt 4 i underholdning. Han skrev blandt andet: "Hvis du er Tomb Raider-fan, antaget at der stadig findes nogen efter det katastrofale Angel of Darkness, så er Legend ikke til at komme uden om. Du bliver simpelthen nødt til at se hvordan Crystal Dynamics formåede at tage serien ud af ilden. Det er nok til at forelske sig i Tomb Raider igen." Kristian Reed fra eurogamer.net gav spillet 7 af 10, og mente Crystal Dynamics har fat i noget af det rigtige, men at der stadig manglede det allersidste. Greg Mueller fra GameSpot vurderede Legend til 7,8 af 10. Han fremhævede Laras nye bevægelser, de varierede baner, lyd- og stemmesiden, samt grafikken og det detaljerede miljø som positive elementer, mens kritikken faldt på spillets længde, manglende udfordring, tiltider frusterende kameraføring og svage kampsystem. Randolph Ramsay fra CNET kaldte Legend for den bedste udgivelse i serien siden orignalen, men syntes det er for kortfattet..
Jonas Ahmt fra gamers-globe.dk tildelte spillet 7/10. Han roste grafikken, men mest af alt den forbedrede styring, og sluttede sin anmeldelse med: "Der er håb for fremtiden, især hvis kampsystemet kan gennemgå samme forbedringer som styringen allerede har været igennem." Jannik Espersen fra boomtown.net gav 7 af 10, og bemærkede sig blandt andet ved spillets korte længde. Asmus Neergaard fra gamereactor.dk valgte også 7-tallet som karakter, og mente: "Tomb Raider: Legend viser tydeligt at Lara Croft stadigvæk er en personlighed, der har betydning. Legend har masser af gode elementer, nogle kedelige elementer og nogle direkte elendige, men ikke desto mindre er Tomb Raider: Legend bestemt interessant hvis man har holdt øje med Laras eventyr." Palle Jensen fra gamesector.dk gav 8 af 10 og mener at det er flot comeback. Sidsel Stubbe Schou fra dr.dk kaldte Legend det bedste spil i serien siden originalen fra 1996, og tilføjede: "Tomb Raider er til dig, der gerne vil krydre din action med gådeløsning og som synes Lara Croft byder på den rette mængde af fascination eller identifikation til at give dig lyst til at bruge nogle hæsblæsende timer i hendes selskab." Console.dk gav 9/10 og anmelderen var overbevist om at "Eidos, Ubisoft og ikke mindst Lara vinder hele den gamle fanskare tilbage nu, hvor Tomb Raider Legend er kommet på banen."

## Fodnoter
1. ↑  Pressemeddelse fra SCi Entertainment Group om Tomb Raider: Legends salgstal Arkiveret 30. september 2008 hos  Wayback Machine. Hentet 28. juli 2008.
2. ↑  IMDb. "Won the BAFTA award". Awards for Troels B. Folmann. www.imdb.com. Hentet 2008-04-02.
3. ↑  "Lara Croft Somersaults to GameCube". Hentet 2007-09-06.
4. ↑  Xboxic. "Xbox not getting a Tomb Raider Legend intro". Hentet 2007-09-06.
5. ↑  Anmeldelse af "Lara Croft Tomb Raider_ Legend på IGN. Hentet 11-04-2008.
6. ↑  Anmeldelse af "Lara Croft Tomb Raider: Legend" på GameSpy
7. ↑  "Anmeldelse af "Lara Croft Tomb Raider: Legend" på gamepro.com". Arkiveret fra originalen 25. juni 2006. Hentet 11. april 2008.
8. ↑  "Anmeldelse af "Lara Croft Tomb Raider: Legend" på eurogamer.net". Arkiveret fra originalen 9. april 2006. Hentet 11. april 2008.
9. ↑  Anmeldelse af "Lara Croft Tomb Raider: Legend" på GameSpot Arkiveret 4. september 2007 hos  Wayback Machine. Hentet 11-04-2008.
10. ↑  Anmeldelse af "Lara Croft Tomb Raider: Legend" på CNET
11. ↑  Anmeldelse af Lara Croft Tomb Raider: Legend på gamers-globe.dk Arkiveret 26. december 2010 hos  Wayback Machine. Hentet 11-04-2008.
12. ↑  Anmeldelse af "Lara Croft Tomb Raider: Legend" på boomtown.net
13. ↑  Anmeldelse af "Lara Croft Tomb Raider: Legend" på gamereactor.dk
14. ↑  Anmeldelse af "Lara Croft Tomb Raider: Legend" på gamesector.dk (Webside ikke længere tilgængelig)
15. ↑  "Lara Croft Tomb Raider: Legend på dr.dk". Arkiveret fra originalen 20. oktober 2007. Hentet 11. april 2008.
16. ↑  Anmeldelse af "Lara Croft Tomb Raider: Legend" på console.dk

## Eksterne links
- Lara Croft Tomb Raider: Legend på Internet Movie Database (engelsk)
- Lara Croft Tomb Raider: Legend hos Behind The Voice Actors (engelsk)